# Бурбон, Луиза Анна де
Луиза Анна де Бурбон (фр. Louise Anne de Bourbon, 23 июня 1695[…], Версаль — 8 апреля 1758[…], отель де Ротелэн-Шароле, VII округ Парижа) — французская принцесса, дочь Людовика III Бурбона, принца Конде, и его супруги, Луизы Франсуазы де Бурбон, узаконенной дочери короля Франции Людовика XIV и его знаменитой фаворитки Франсуазы-Атенаис де Монтеспан. При дворе была известна как мадемуазель де Шароле.

## Биография
Луиза Анна была четвёртым ребёнком и третьей дочерью в семье. Она была крещена в часовне Версаля 24 ноября 1698 года вместе с братом Луи Анри и сестрой Луизой Елизаветой.
Во время регентства её двоюродного брата, Филиппа II, герцога Орлеанского, она имела в романтические отношения с герцогом Ришельё, внучатым племянником кардинала Ришельё. В то же время герцог Ришельё завёл роман с ей двоюродной сестрой Луизой Аглаей Орлеанской, известной при дворе как мадемуазель де Валуа. Соперничающие кузины позже обе будут яростно (но по отдельности) сражаться за освобождение герцога из заключения в Бастилии после участия в заговоре Челламаре.
Одно время она считалась возможной невестой для своего двоюродного брата, Луи Огюста, принца Домба, но она отказалась выйти за него замуж. Другим предполагаемым мужем был герцог Шартрский, сын Регента и наследник Орлеанского дома. Его мать, однако, выбрала для сына более престижную молодую немецкую принцессу.
Шли годы, а Луиза Анна непрестанно была замешана в дворцовых интригах. Позже она будет помогать своему кузену Людовику XV в поиске новых любовниц. Одно время по слухам она сама была одной из любовниц короля; её старшая сестра Луиза Елизавета, представила мадам де Помпадур ко французскому двору в 1740-х годах.
Отец Луизы Анны умер в 1710 году, через одиннадцать месяцев после того, как унаследовал титул принца де Конде после смерти отца. Её мать, которая построила Бурбонский дворец в Париже, умерла в 1743 году в возрасте семидесяти лет. Поскольку у её двоюродного брата Людовика Орлеанского не было дочери, которая бы достигла до взрослого возраста, Луиза Анна с 1728 года стала известна при дворе как мадемуазель.
Луизе Анне принадлежало несколько домов в Париже, его пригороде и в Бургундии. Луиза Анна умерла в Париже в возрасте 62-х лет. Она была похоронена в монастыре кармелиток Фобур-Сен-Жак. Её брат Луи Анри, герцог Бурбонский, и две сестры, Мария Анна и Елизавета Александрина, также были там похоронены.

## Титулы и обращения
- 23 июня 1695 — 6 июля 1713: Её Светлость мадемуазель де Сен[5]
- 6 июля 1713 — 14 мая 1728: Её Светлость мадемуазель де Шароле
- 14 мая 1728 — 9 июля 1750: Её Светлость мадемуазель
- 9 июля 1750 — 8 апреля 1758: Её Светлость мадемуазель де Шароле